# Yến Sơn
Yến Sơn là một xã thuộc huyện Hà Trung, tỉnh Thanh Hóa, Việt Nam.

## Địa lý
Xã Yến Sơn nằm ở phía Nam huyện Hà Trung, có vị trí địa lý:
- Phía đông giáp xã Hà Thái và xã Lĩnh Toại
- Phía tây giáp xã Hà Đông và xã Hà Tân
- Phía nam giáp huyện Hậu Lộc và thị trấn Hà Trung
- Phía bắc giáp xã Hà Bình và xã Hà Lai.

Thị trấn Hà Trung nằm xen giữa địa bàn xã, chia xã làm hai phần ở phía đông và phía tây thị trấn.
Xã Yến Sơn có diện tích 12,83 km², dân số năm 2018 là 7.977 người, mật độ dân số đạt 622 người/km².

## Hành chính
Xã Yến Sơn được chia thành 11 thôn: Bình Lâm, Chuế Cầu, Đa Quả 1, Đa Quả 2, Đắc Cốc, Đông Ninh, Đường Cát, Nghè Đỏ, Ninh Thôn, Phú Nham, Tây Ninh.

## Lịch sử
Sau Cách mạng Tháng Tám năm 1945, Yến Sơn là một xã thuộc huyện Hà Trung. Năm 1954, xã Yến Sơn chia thành ba xã Hà Lâm, Hà Ninh và Hà Phong.
Ngày 3 tháng 6 năm 1988, Hội đồng Bộ trưởng ban hành Quyết định số 99-HĐBT. Theo đó, điều chỉnh 52,9 ha diện tích tự nhiên và 625 người của xã Hà Ninh về thị trấn Hà Trung mới thành lập.
Sau khi điều chỉnh địa giới hành chính, xã Hà Ninh còn lại 575,7 ha diện tích tự nhiên và 2.414 người, có 4 thôn: Da Quả, Cối Thị, Ninh Thôn và Phú Nham.
Trước khi sáp nhập, xã Hà Lâm có diện tích 6,32 km², dân số là 3.759 người, mật độ dân số đạt 595 người/km². Xã Hà Ninh có diện tích 6,51 km², dân số là 4.218 người, mật độ dân số đạt 648 người/km².
Ngày 16 tháng 10 năm 2019, Ủy ban Thường vụ Quốc hội ban hành Nghị quyết số 786/NQ-UBTVQH14 về việc sắp xếp các đơn vị hành chính cấp xã thuộc tỉnh Thanh Hóa (nghị quyết có hiệu lực từ ngày 1 tháng 12 năm 2019). Theo đó, sáp nhập toàn bộ diện tích và dân số của hai xã Hà Lâm và Hà Ninh để tái lập xã Yến Sơn.
Từ xa xưa trên địa bàn xã này có tuyến kênh Nhà Lê nối từ  kinh đô Hoa Lư đến Đèo Ngang đi qua, là tuyến đường thủy đầu tiên trong lịch sử Việt Nam và được coi là tuyến đường Hồ Chí Minh trên sông vì những đóng góp cho các cuộc chiến tranh của người Việt (hiện là một đoạn của sông Lèn theo tên gọi địa phương).